# Charles Jones (basket-ball, 1962)
Pour les articles homonymes, voir Charles Jones (homonymie) et Jones.
Ne doit pas être confondu avec Charles Jones (basket-ball, 1957) ou Charles Jones (basket-ball, 1975).
Charles Jones, né le 12 janvier 1962, à Scooba, au Mississippi, est un joueur américain de basket-ball. Il évoluait au poste d'ailier fort.